# Dezembro Laranja
A campanha Dezembro Laranja foi criada em 2014 pela Sociedade Brasileira de Dermatologia (SBD). A ação faz parte da Campanha Nacional de Prevenção do Câncer de Pele. Desde 1999, um mutirão anual de atendimentos gratuitos já beneficiou mais de 600 mil pessoas.
O câncer de pele é o mais frequente no Brasil, mas quando descoberto no início a doença tem mais de 90% de chance de cura.
A campanha de 2019 tem como tema os sinais do câncer de pele.